# PO-532
La PO-532 (en la provincia de Pontevedra), es una carretera de la Red Primaria Básica de la Junta de Galicia que une la ciudad española de Pontevedra con la localidad pontevedresa de Puente Caldelas. 
Tiene una longitud de 14,24 kilómetros y comienza en el este de la ciudad de Pontevedra entre los barrios de A Eiriña y A Parda y finaliza en Puente Caldelas.

## Trayecto
La carretera PO-532 sale de la rotonda donde termina la N-541, en el cruce de la calle Doctor Loureiro Crespo de Pontevedra con la calle San Mauro. En su inicio pasa por la calle San Mauro, y en las parroquias de  Marcón y Mourente pasa por la calle Moldes. A la altura de A Ermida cruza la PO-542 que va de Bora a O Pino.
Ya en el municipio de Puente Caldelas, en el lugar de A Reigosa, en el límite con el municipio de Pontevedra, enlaza en una rotonda con la A-57 y se encuentra con el desvío a la derecha hacia el polígono industrial de O Campiño, por la EP-0004. Poco después, también a la derecha, se puede tomar la carretera EP-0205 dirección Justanes. Tras cruzar Vilarcán con el cruce con la carretera EP-0204 a Mirón, continúa por Buchabade, Tourón con el cruce con la carretera EP-0206 a Parada y por Cuñas, hasta llegar a Puente Caldelas.
La carretera PO-532 finaliza en la Avenida de Pontevedra en Puente Caldelas. La carretera que continúa hacia La Lama es la PO-255, la que gira a la derecha por la Avenida de Vigo es la PO-244, que va hacia Arcade (Sotomayor), y la que gira a la izquierda es la PO-234 que va hacia A Chan (Cerdedo-Cotobade).